# Федеральные министры России
Федера́льный мини́стр — назначаемая должность в Правительстве Российской Федерации — России. 
Федеральный министр возглавляет федеральное министерство России. Согласно Конституции России, от 1993 года, правительство России состоит из премьер-министра России, его заместителей и федеральных министров.
Глава 6. Правительство Российской Федерации.
Статья 110. 2. Правительство Российской Федерации состоит из Председателя Правительства Российской Федерации, заместителей Председателя Правительства Российской Федерации и федеральных министров.
В Российской Федерации — России в соответствии с Конституцией и Федеральным конституционным законом от 6 ноября 2020 года № 4-ФКЗ «О Правительстве Российской Федерации» федеральные министры назначаются на должность и освобождаются от должности Президентом России по предложению Председателя Правительства России.
Федеральные министры участвуют с правом решающего голоса в заседаниях Правительства России, принимают участие в подготовке его постановлений и распоряжений, обеспечивают их исполнение.
Министр федерального правительства руководит деятельностью соответствующего министерства на основе единоначалия, распределяет обязанности между своими заместителями, вносит на рассмотрение Правительства России проекты нормативных правовых актов по вопросам, входящим в компетенцию своего министерства; утверждает положения о структурных подразделениях министерства, назначает на должность и освобождает от должности работников центрального аппарата министерства и руководителей территориальных органов министерства, утверждает уставы подведомственных организаций, заключает, изменяет и расторгает трудовые договоры (контракты) с их руководителями и так далее.
Министр федерального правительства несёт персональную ответственность за выполнение возложенных на министерство задач. При осуществлении своих полномочий федеральные министры подотчётны Правительству России, а по вопросам, отнесенным Конституцией России, ФКЗ России и Федеральными законами (ФЗ) России к полномочиям Президента России, и Президенту России.